# Worms-Hochheim
Hochheim (patois Hochhem, prononciation ˈho:x haʏm) est un des treize faubourgs de Worms, situé dans le nord-est du centre.
À l’origine, le village était caractérisé par ses fermes et ses menuiseries ; encore aujourd’hui Hochheim a le surnom d’un « Schreinerdorf » (village des menuisiers). Mais il est en principe devenu un village résidentiel.

## Géographie
Hochheim est le quartier au Nord-Ouest du centre de Worms. Le cimetière central de Worms (cimetière central Hochheimer Höhe (de)) se trouve au Nord. Au Sud, le quartier est limité par la rive de la Pfrimm et le parc (Karl-Bittel-Park). À l'Ouest il y a encore des champs et surtout des vignobles qui s'étendent jusqu'à Leiselheim et au Klinikum Worms.
| Clinique de Worms et Worms-Leiselheim | Cimetière central  | Worms-Neuhausen |
| Worms-Pfeddersheim                    | Worms-Hochheim     | Worms           |
|                                       | Worms-Pfiffligheim |                 |

## Histoire
Hochheim était mentionné pour la première fois en 1068, mais le village doit être plus âgé. Il perdît son indépendance en 1898 et est devenu quartier de Worms.
La rue « Bingerstraße » était depuis toujours une route de passage : Autrefois les pèlerins aussi bien que les bateliers s’en servaient comme passage pour pouvoir couper un coude du Rhin. Près de la ruelle du mont (Berggasse), les premiers habitats avec des greniers et des étables s’installaient. Encore en 1905 cette rue montante était si étroite que deux charrettes ne pouvaient pas y passer.
Entre 1890 et 1910 la population de Hochheim se doublait. À partir de 1906 le tramway de Worms commençait à traverser le village jusqu’au terminus, le cimetière « Hochheimer Höhe ». Entre 1895 et 1907, le fabricant de cuir, Cornelius Wilhelm von Heyl zu Herrnsheim, faisait construire des maisons jumelées dans la rue des menuisiers (Schreinergasse)

## Population
| Datum | Einwohner |
| ----- | --------- |
| 1898  |           |
| 2012  | 3286      |
| 2014  | 3621      |

## Curiosités
- L’église romane protestante St. Peter au-dessus du village date du 1609. Elle a une tour (à l’ouest) du XIIe au XIIIe siècle et une crypte à quatre colonnes du début du XIe siècle. La nef date de l’an 1609.
- L’église romane catholique St. Maria Himmelskron était l’église d’un couvent dominicaine (monastère de Liebenau) fondée en 1299 ; la pierre de baptême, style fin du gotique, se trouvait à l’origine dans l’église St. Peter.
- L’hôtel de village date du XVIe siècle et est encore le plus ancien dans la région de Worms.
- L’église dans le cimetière (romane-jeune) date du XXe siècle de l’architecte Karl Hofmann.
- La salle funèbre juive (Art nouveau) date du 1911 de l’architecte Georg Metzler.
- Kurpfälzische Amtsschaffnerei : érigée en 1728 par le Oberfauth et Schaffner Johann Herrmann Otto